# Bałtruciszki
Bałtruciszki (lit. Baltrutiškė) – dawny zaścianek na Litwie, w okręgu wileńskim, w rejonie święciańskim, w gminie Strunojcie.
Miejscowość została zlikwidowana w 1973 roku.

## Historia
W czasach zaborów zaścianek w gminie Łyngmiany, w powiecie święciańskim, w guberni wileńskiej Imperium Rosyjskiego. W 1905 roku liczył 8 mieszkańców, 20 dziesięcin, własność Dowgiałły.
W dwudziestoleciu międzywojennym zaścianek leżał w Polsce, w województwie wileńskim, w powiecie święciańskim, w gminie Łyngmiany.
W 1931 w 1 domu zamieszkiwało 7 osób.
Od 1945 roku w Litewskiej Socjalistycznej Republice Radzieckiej.